# Natthaweeranuch Thongmee
Natthaweeranuch Thongmee (thaï :  ณัฐฐาวีรนุช ทองมี), surnommée Ja (ชื่อเล่น : จ๋า), née le 28 octobre 1979 à Bangkok, est une actrice et mannequin thaïlandaise.  

## Biographie
Natthaweeranuch Thongmee a fait sa première apparition au cinéma en 2003 dans le film Koo tae patihan (คู่แท้ ปาฏิหาริย์).
Son rôle le plus connu est celui d'un des personnages principaux du film d'horreur thaïlandais Shutter.

## Filmographie
- 2003 : The Whistle / Koo tae patihan : Tannum
- 2004 : Shutter : Jane[3]
- 2006 : Noodle Boxer (แสบสนิท ศิษย์ส่ายหน้า / Saep sanit sid saai naa) : Suay
- 2008 : Valentine  (Cris-ka-ja baa sut sut / คริตกะจ๋า บ้าสุดสุด) : Praepunnawa
- 2011 : S.K.S. Sweety : Dee
- 2012 : Valentine's Sweety : Dee
- 2012 : I Miss U ( รักฉันอย่าคิดถึงฉัน / Rak chan yaa kid teung chan) : Nok
- 2014 : รัก ลวง หลอน
- 2018 : Reside (สิงสู่, Singsoo / Possessed)[4]